# Tādepalle
Tādepalle är en ort i Indien.   Den ligger i distriktet Guntūr och delstaten Andhra Pradesh, i den södra delen av landet, 1 400 km söder om huvudstaden New Delhi. Tādepalle ligger 54 meter över havet och antalet invånare är 34 357.
Terrängen runt Tādepalle är huvudsakligen platt. Tādepalle ligger uppe på en höjd. Runt Tādepalle är det tätbefolkat, med 511 invånare per kvadratkilometer. Närmaste större samhälle är Vijayawada, 5,6 km nordost om Tādepalle. Trakten runt Tādepalle består till största delen av jordbruksmark.